# 크리스티 놈
크리스티 린 놈(Kristi Lynn Noem, 1971년 11월 30일 ~ )은 미국의 정치인으로 현재 사우스다코타주 주지사이다.
도널드 트럼프 2기 행정부의 국토안보부 장관에 지명되었다.

## 학력
- 사우스다코타 주립 대학교 정치학 B.A.

## 경력
- 2007.01 ~ 2011.01 제82·83·84·85대 사우스다코타주 하원의원
- 2011.01 ~ 2019.01 제112·113·114·115대 사우스다코타주 광역선거구 미국 연방하원의원
- 2019.01 ~ 2025.01 제33대 사우스다코타주 주지사
- 2025.01 ~ 제8대 미국 국토안보부 장관

## 역대 선거 결과
| 선거명      | 직책명                             | 대수  | 정당   | 득표율 | 득표수    | 결과 | 당락                         |
| ----------- | ---------------------------------- | ----- | ------ | ------ | --------- | ---- | ---------------------------- |
| 2006년 선거 | 하원의원 (사우스다코타 제6선거구)  | 82대  | 공화당 | 39.03% | 5,294표   | 1위  | 사우스다코타 주의원 당선     |
| 2008년 선거 | 하원의원 (사우스다코타 제6선거구)  | 84대  | 공화당 | 41.34% | 6,173표   | 1위  | 사우스다코타 주의원 당선     |
| 2010년 선거 | 하원의원 (사우스다코타 광역선거구) | 112대 | 공화당 | 48.12% | 153,703표 | 1위  | 사우스다코타주 하원의원 당선 |
| 2012년 선거 | 하원의원 (사우스다코타 광역선거구) | 113대 | 공화당 | 57.45% | 207,640표 | 1위  | 사우스다코타주 하원의원 당선 |
| 2014년 선거 | 하원의원 (사우스다코타 광역선거구) | 114대 | 공화당 | 66.53% | 183,834표 | 1위  | 사우스다코타주 하원의원 당선 |
| 2016년 선거 | 하원의원 (사우스다코타 광역선거구) | 115대 | 공화당 | 64.10% | 237,163표 | 1위  | 사우스다코타주 하원의원 당선 |
| 2018년 선거 | 사우스다코타 주지사                | 33대  | 공화당 | 64.10% | 237,163표 | 1위  | 사우스다코타 주지사 당선     |
| 2022년 선거 | 사우스다코타 주지사                | 33대  | 공화당 | 61.98% | 217,035표 | 1위  | 사우스다코타 주지사 당선     |